# 1601 у літературі
Стаття є списком літературних подій та публікацій у 1601 році.

## П'єси
- «Дванадцята ніч, або Як вам завгодно» — комедія Вільяма Шекспіра.

## Поезія
- «Фенікс і голубка» (англ. «The Phoenix and the Turtle») — поема Вільяма Шекспіра.
- «Ритми, або Польські вірші» (пол. «Rytmy abo wiersze polskie») — поетична збірка Міколая Семп-Шажинського.

## Народились
- 8 січня — Бальтасар Грасіан, іспанський письменник, єзуїт (помер у 1658).
- 22 серпня — Жорж де Скюдері, французький поет. драматург (помер у 1667).

## Померли
- 11 січня – Сципіон Аммірато, італійський історик (народився в 1531).